# XII Толедський собор
Дванадцятий Толедський собор (лат. Concilium Toletanum XII), що розпочався в Толедо 9 січня 681 року, ініційований вестготським королем Ервігом, який був обраний королем у 680 році. Однією з перших його дій було звільнення населення від законів Вамби і визнання Ервіга, з підданням анафемі всіх, хто виступав проти нього.

## Історія
На соборі були присутні тридцять вісім єпископів, чотири абати та п'ять інших чиновників. У ньому визнавали право митрополита — архієпископа Толедського висвячувати всіх єпископів, призначених королем, навіть якщо вони перебували за межами його власної єпархії. Так народилася першість Толедської єпархії над усією Іспанією.
Собор здійснив різні заходи проти євреїв, вживши проти них двадцять вісім законів. Єпископи наказали читати у всіх храмах канони проти євреїв і закрити всі акти відречення та навернення євреїв, забороняючи конверсо повертатися до юдаїзму. Канони були вперше прочитані у храмі Санта-Марія у Толедо 27 січня. в іншому випадку переслідування євреїв зводилося до конфіскації майна.
Собор на прохання Ервіга переглянув Вестготську правду Реккесвінта, щоб виправити її можливі недоліки та протиріччя. Переглянутий закон набув чинності 21 жовтня. Закони проти насильства над рабами було скасовано. Загальна тенденція всіх модифікацій та нового законодавства була на користь дворян та їхніх привілеїв.
У релігійних питаннях єпископи займалися епітимією, смертю, відлученням від церкви, числом кафедр, обранням єпископів, месою та церковної дисципліни. Висунення єпископів королями було заборонено (попри мовчазне визнання цього на ділі). Дата провінційних синодів було призначено на 1 листопада кожного року. Попередня дата була у травні, після четвертого собору. Провінціям було наказано проводити не менше одного синоду на рік. Церква Галісії була санкціонована у поводженні з рабами (див. десятий Толедський собор), а язичництво, яке існувало у провінції, було засуджено.
Собор завершився 25 січня.